# Lucium
Lucium是歷史上一度以為是化學元素的物質，是搜尋鎝元素過程中發現的物質或者混合物，曾經被認為是一種新元素而被命名。1896年，化學家Prosper Barrière在獨居石礦物中發現了一種新的物質，由於以為它是元素，因此給予名稱Lucium，並且認為其為43號元素。但後來被威廉·克魯克斯證實，Lucium元素樣本其實只是不純的釔元素，因此具有一些較特別的性質，導致發生錯誤的判斷。